# Черниговка (Запорожская область)
Черни́говка (укр. Чернігівка) — посёлок, Черниговский поселковый совет, Бердянский район, Запорожская область,
Украина. После 26 февраля 2022 г. во время вторжения со стороны РФ стал находиться под российской оккупацией.
Является административным центром Черниговского поселкового совета, в который входят сёла: Зубов, Котляровка, Могиляны, Пирчино, Чернигово-Токмачанск.
Из них Посёлки:
Верхний Токмак Первый и Верхний Токмак Второй.

## Географическое положение
Посёлок городского типа Черниговка находится на берегах реки Токмак в месте впадения в неё реки Сысыкулак,
выше по течению на расстоянии в 3 км расположено село Могиляны,
ниже по течению на расстоянии в 2,5 км расположено село Стульнево,
выше по течению реки Сысыкулак на расстоянии в 2 км расположено село Пирчино.

## История
- Село Черниговка основано в 1783 году государственными крестьянами, переселенцами из Черниговского наместничества[2].
- В октябре 1941 года в районе Черниговки частями 1-й танковой армии вермахта была окружена 18-я армия Южного фронта. Советские войска понесли тяжёлые потери. Число погибших точно не известно. Количество пленных, по немецким данным, составило около 65 тысяч солдат и офицеров.
- В 1943 году известный лётчик, трижды Герой Советского Союза А. Покрышкин зарегистрировал брак со своей женой Марией именно в Черниговке.
- В 1957 году присвоено статус посёлок городского типа.

В 1980 году здесь был организован районный музей.
В январе 1989 года численность населения составляла 8645 человек.
По состоянию на 1 января 2013 года численность населения составляла 6186 человек.

## Транспорт
Через посёлок проходит автомобильная дорога Т-0813, рядом проходит железная дорога, станция Низяны в 1 км.

## Родившиеся в Черниговке
- Гречко, Степан Наумович — советский военачальник, генерал-полковник авиации.
- Темник Абрам Матвеевич — Герой Советского Союза, гвардии полковник.
- Бограшов, Хаим Наумович — сионистский деятель.